# Annikki Arni

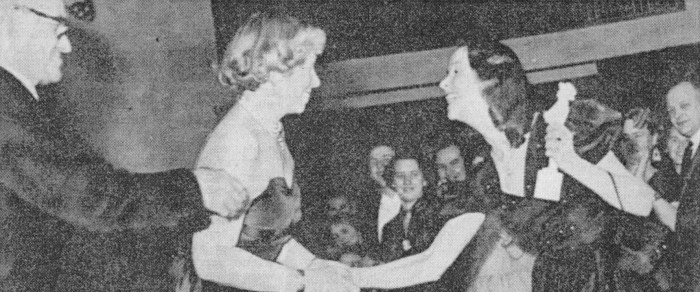
Annikki Arni skakar hand med Eeva-Kaarina Volanen, bild från Jussi-galan 1950.

Aino Annikki Arni (ursprungligen von Guggenberger zu Riedhof), född Forsström 23 september 1898 i Kristina kommun, död 10 december 1981 i Helsingfors, var en finländsk sångerska och författare.
Arni gjorde sig känd som schlager- och operettsångerska under 1930-talet och gjorde åren 1936, 1938 och 1944 nio skivinspelningar tillsammans med bland andra Dallapé och George de Godzinsky. Arni arbetade även som film- och musikjournalist och intervjuade några av dåtidens stora stjärnor. 1971 utkom Arnis memoarer och 1978 erhöll hon Betoni-Jussi-statyetten.